# Sart-Bernard
Pour les articles homonymes, voir Sart.
Sart-Bernard (en wallon Li Sårt-Sint-Bernåd) est une section de la commune belge d'Assesse située en Région wallonne dans la province de Namur.
C'était une commune à part entière avant la fusion des communes de 1977.
Elle fut érigée en commune par la loi du 27 mai 1870, elle est alors détachée de la commune de Wierde.
Le village compte environ 1300 habitants et est en forte augmentation ces dernières années. L'église Saint Denys date de 1911. Le village est desservi par le train par une halte sur la ligne 162 Namur-Luxembourg.

## Évolution démographique
- Source: DGS, 1831 à 1970=recensements population, 1976= habitants au 31 décembre

## Patrimoine
- Eglise Saint-Denis. Edifice de style néo-roman construit par l'architecte Lange en 1911[1].
- Ferme Morimont, rue Morimont. Ensemble en grand partie du XIXe siècle, le logis de style traditionnel de la fin du XVIIIe siècle[1].